# WA Mostaganem
El WA Mostaganem es un equipo de fútbol de Argelia que juega en la División Nacional Aficionada de Argelia, la tercera categoría de fútbol en el país.

## Historia
Fue fundado en 8 de mayo de 1945 en la ciudad de Mostaganem, y pasó la gran parte de sus primeros años en las divisiones regionales de Argelia.
La mejor década en la historia del club ha sido la de los años 1990s, periodo que inició con el ascenso del equipo al Campeonato Nacional de Argelia por primera vez en su historia en la temporada 1991/92 bajo la dirección del entrenador ruso Guennadi Rogov, el cual impuso un estilo diferente de juego dentro de la primera división, ya que la táctica del club era bajo la formación 3-5-2, algo que resultaba nuevo para los rivales.
Su primera temporada en la liga fue muy buena, terminando en quinto lugar por encima de equipos con mayor historial como el ES Sétif, USM El Harrach, MC Alger y CR Belouizdad. La historia sería muy diferente en la siguiente temporada ya que terminaron en el lugar 14 de la liga y descendieron a la Primera División de Argelia.
Dos años después regresaría al Campeonato Nacional de Argelia como campeón de la segunda categoría, pero su regreso fue de tan solo una temporada luego de descender al terminar en último lugar entre 16 equipos.

## Palmarés
- Primera División de Argelia: 2

1991/92, 1995/96
- Tercera División de Argelia: 3

1964/65, 1981/82, 1998/99